# 韋林 (佐洛奇夫區)
50°4′12″N 24°58′39″E / 50.07000°N 24.97750°E
韋林（烏克蘭語：Велин），是烏克蘭西部的村莊，隸屬利維夫州的佐洛奇夫區。該村面積0.35平方公里，海拔高度216米，2001年人口78，人口密度每平方公里222.22人。